# Elizabeth Wordsworth

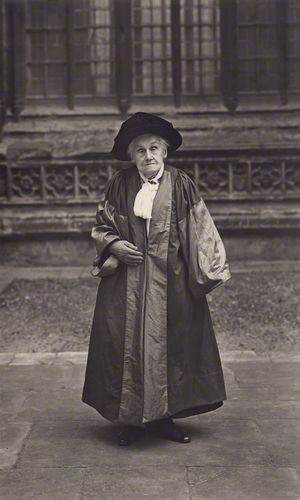
Elizabeth Wordsworth, 1928

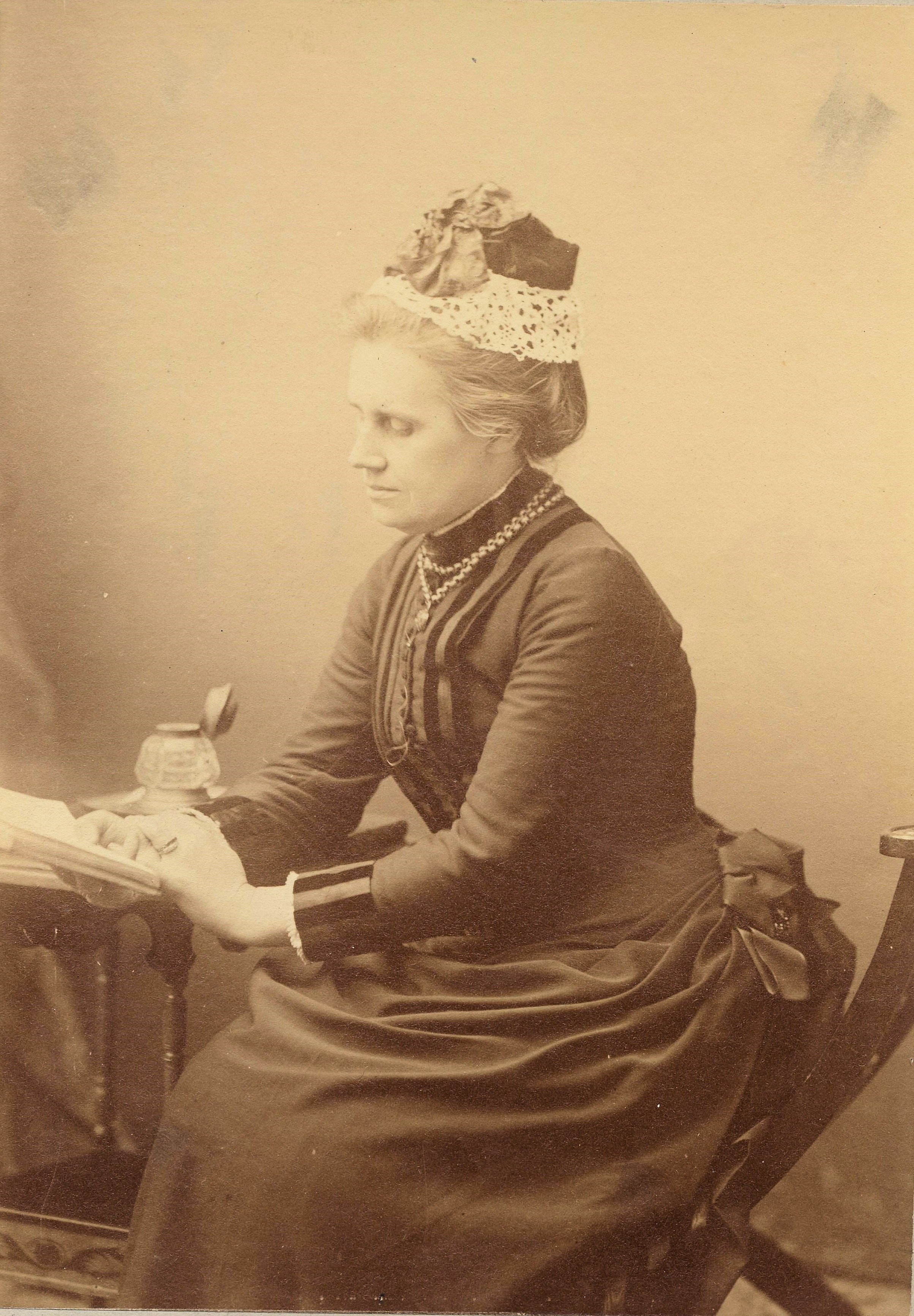
Elizabeth Wordsworth, um 1900

 Elizabeth Wordsworth, DBE (* 22. Juni 1840 in Harrow on the Hill, Middlesex; † 30. November 1932 in Oxford) war eine britische Autorin und Pädagogin. Sie war die erste Schulleiterin der Lady Margaret Hall in Oxford und gründete das St Hugh’s College.

## Leben und Werk
Wordsworth war das älteste der sieben Kinder von Susanna Hatley Frere (1811–1884) und dem Schulleiter der Harrow School, Christopher Wordsworth (1807–1885, später Bischof von Lincoln). Sie war eine Nichte des britischen Dichters William Wordsworth. Zu Hause wurde sie von Gouvernanten und ihrem Vater erzogen und lernte mehrere moderne Sprachen sowie autodidaktisch Latein und Griechisch. Ab ihrem 13. Lebensjahr reiste sie mit ihrer Familie viel durch Europa.
1870 lernte sie in Oxford die Schriftstellerin Charlotte Mary Yonge kennen, mit der sie eine lebenslange Freundschaft verband. 1876 veröffentlichte sie unter dem Pseudonym Grant Lloyd einen ersten Roman, Thornwell Abbas, und 1883 einen zweiten, Ebb and Flow. Ab den frühen 1870er Jahren schrieb sie auch Gedichte, Theaterstücke, Geschichten, Essays und Andachtsstücke, und 1888 war sie Mitautorin einer Biografie ihres Vaters.

## Schulleiterin der Lady Margaret Hall
Lady Margaret Hall (LMH) war das erste College für Frauen, das 1878 von dem anglikanischen Bischof Edward Stuart Talbot und seiner Frau Lavinia Talbot gegründet wurde. 1878 wurde sie von Talbot für die Leitung eines Studentinnenwohnheims in Oxford vorgeschlagen. Sie schlug vor, dieses nach Lady Margaret Beaufort, der Mutter von Heinrich VII. zu benennen. Lady Margaret Hall (LMH) nahm 1879 die ersten Schülerinnen auf, und Wordsworth blieb Schulleiterin bis zu ihrer Pensionierung 1909.

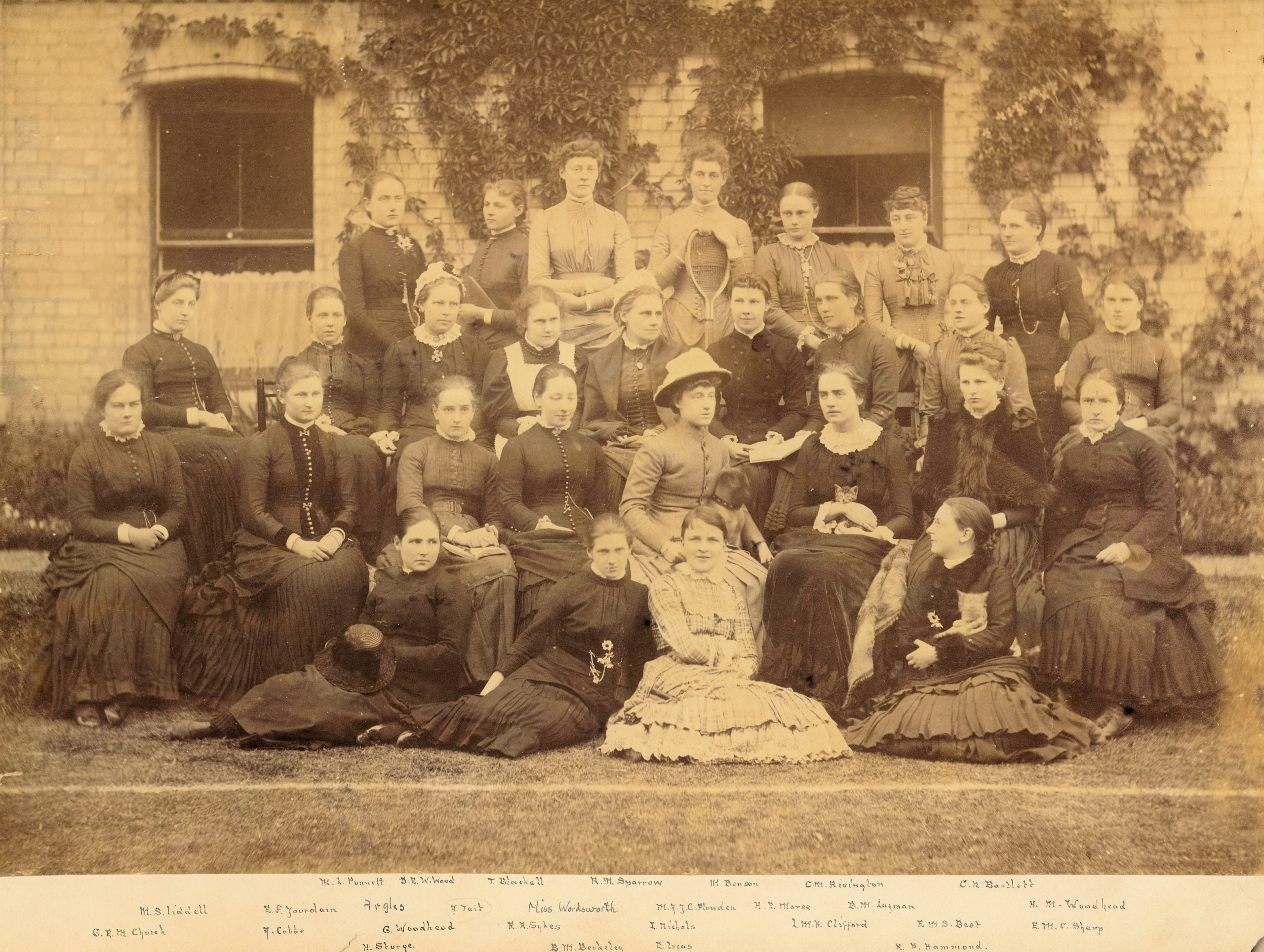
Elizabeth Wordsworth (zweite Reihe von oben, 5. von links) mit Grace Woodhead (dritte Reihe von oben, 3. Links) und weiteren Studentinnen, 1885

1886 erbte sie ein Jahr nach dem Tod von ihrem Vater £600 von seinem Nachlass und beschloss, die St. St Hugh’s Hall zu seinem Gedenken für die Studentinnen zu gründen, die sich die Gebühren an der LMH nicht leisten konnten. Die St. St Hugh’s Hall wurde später das St Hugh’s College in Oxford.
1921 erhielt Wordsworth einen Ehren-MA von der University of Oxford, ein Jahr nachdem dort Abschlüsse für Frauen erlaubt wurden. 1926 wurde sie zum Ehrenmitglied der Lady Margaret Hall und des St Hugh’s College gewählt. Im Jubiläumsjahr der LMH, 1928, erhielt sie die Ehrendoktorwürde der Universität Oxford und wurde zur Dame Commander of the Most Excellent Order of the British Empire (DBE) ernannt. Sie starb in ihrem Haus in der Rawlinson Road und wurde am 5. Dezember auf dem Wolvercote-Friedhof beigesetzt.
Das St Hugh’s College vergibt ein nach ihr benanntes Elizabeth Wordsworth Fellowship an diejenigen, deren außergewöhnliche Philanthropie, Unterstützung und Führung für das College eine solche Auszeichnung verdient.

## Veröffentlichungen (Auswahl)
- 1876: Thornwell Abbas, (two volumes)
- 1883: Ebb and Flow, (two volumes, 1883)
- 1888: mit John Henry Overton: Christopher Wordsworth, Bishop of Lincoln, 1807–1885.
- 1891: William Wordsworth
- Essays, Old and New. Andesite Press, 2015, ISBN 978-1-298-77610-5.
- The Life and Adventures of Lady Anne, the Little Pedlar. Read Books, 2007, ISBN 978-1-4086-3357-1.
- Thoughts on the Lord's Prayer (Classic Reprint). Forgotten Books, 2018, ISBN 978-0-260-70208-1.